# Николай Конакчиев
Николай Конакчиев е български журналист.
Работи като водещ на предавания, коментатор, а също така и като заместник-програмен директор в Българската национална телевизия.